# Phloiotrya prona
Phloiotrya prona là một loài bọ cánh cứng trong họ Melandryidae. Loài này được LeConte miêu tả khoa học năm 1878.